# 无重力战机
《无重力战机》（No Gravity，免费前称为“Space Girl”）是任务型空间战斗模拟游戏。续作PSP版《无重力战机》（No Gravity: The Plague of Mind）已经于2009年2月在Sony PSP上在线发行。
游戏曾被移植到Linux、Mac OS X、Amiga OS和BeOS，最后一次是在2007年2月7日登陆PlayStation Portable。

## 外部連結
- BeOS  （页面存档备份，存于）
- Realtech VR's No Gravity (Original Version) （页面存档备份，存于）
- Realtech VR's No Gravity (The Plague Of Mind) （页面存档备份，存于）